# Sasimella sarasinifolia
Sasimella sarasinifolia är en insektsart som beskrevs av Heinrich Hugo Karny 1931. Sasimella sarasinifolia ingår i släktet Sasimella och familjen vårtbitare. Inga underarter finns listade i Catalogue of Life.